# Ittzés János
Ittzés János (Csorna, 1944. június 18. –) evangélikus lelkész, püspök.

## Életpályája
1944. június 18-án született Csornán Ittzés Mihály evangélikus lelkész és Balikó Erzsébet ötödik gyermekeként. Általános- és középiskolai tanulmányait Győrött végezte, itt érettségizett 1962-ben. 1962 és 1967 között az Evangélikus Teológiai Akadémia hallgatója volt Budapesten. Teológiai tanulmányainak befejezése után az egyházvezetéssel való lelkiismereti-személyes ellentéte miatt nem avatták lelkésszé, hanem 1970-ig segédmunkásként dolgozott, illetve sorkatonai szolgálatot teljesített.
1970 őszén végül Ottlyk Ernő püspök lelkésszé szentelte. 1970-71-ben Kőszegen, 1971 és 1981 között pedig a takácsi–gecsei gyülekezetben szolgált segédlelkészként majd gyülekezeti lelkészként. 1981-től a kőszegi gyülekezet lelkésze volt. 2000-ben a közel ötvenéves kényszerszünet után újjáalakult Nyugati (Dunántúli) Evangélikus Egyházkerület megválasztotta püspökének; őt és elnöktársát, Weltler János egyházkerületi felügyelőt szeptember 23-án a győri öregtemplomban iktatták be hivatalába. 2006. március 1. és 2010. november 26. között a Magyarországi Evangélikus Egyház elnök-püspöke, e tisztségben előde D. Szebik Imre, utóda pedig Gáncs Péter.
2010-ben a Magyar Köztársasági Érdemrend középkeresztjével tüntették ki.
2011-ben elérte az evangélikus egyház püspökökre vonatkozó nyugdíjkorhatárát, a Nyugati (Dunántúli) Egyházkerület gyülekezetei 2011 márciusában Szemerei Jánost választották utódának. Nyugdíjba vonulása alkalmából 2011. június 18-án ünnepi istentiszteletet tartottak a győri öregtemplomban. 2011-ben neki ítélték az egyház legmagasabb kitüntetését, az Ordass Lajos-díjat.
1970-ben házasságot kötött Balázsi Anna Réka középiskolai tanárral, két fiuk született.
Bátyja Ittzés Mihály (1938-2018) zenepedagógus.

## Művei
- Az evangélium hullámhosszán: vasárnap reggeli meditációk. Ordass Lajos Baráti Kör, Budapest, 2004. ISBN 963-214-572-0
- Hacsak: írások az Evangélikus Élet Égtájoló rovatában. Luther Kiadó, Budapest, 2011. ISBN 978-963-9979-38-3